# Riste Naumov
Riste Naumov (in macedone Ристе Наумов?; Štip, 14 aprile 1981) è un ex calciatore macedone, di ruolo attaccante.

## Caratteristiche tecniche
È un attaccante centrale.

## Palmarès

### Club

#### Competizioni nazionali
- Coppa di Macedonia: 1

Cementarnica 55: 2002-2003